# Confederația Sindicală Națională Meridian
Confederația Sindicală Națională Meridian (CSN Meridian) este un sindicat din România înființat în 1994 prin unirea a două federații: Federația Sindicatelor Miniere ale Cuprului din România și Federația Sindicatelor din Industria Cauciucului din România. Ulterior la CSN Meridian au aderat și alte federații sindicale. CNS Meridian are un număr de aproximativ 150.000 de membri.